# Éditions Robert Laffont
Pour les articles homonymes, voir Laffont et Robert Laffont (homonymie).
Ne doit pas être confondu avec Éditions Michel Lafon.
Éditions Robert Laffont est une maison d'édition française fondée en 1941 par Robert Laffont, filiale du groupe Editis.
Elle publie des biographies, des témoignages, des livres d'ésotérisme, de la littérature de langue française, de la littérature traduite de langue étrangère, des mémoires, des romans policiers, des romans d'espionnage, des livres de spiritualité et aussi, auparavant, l'encyclopédie annuelle Quid.

## Historique

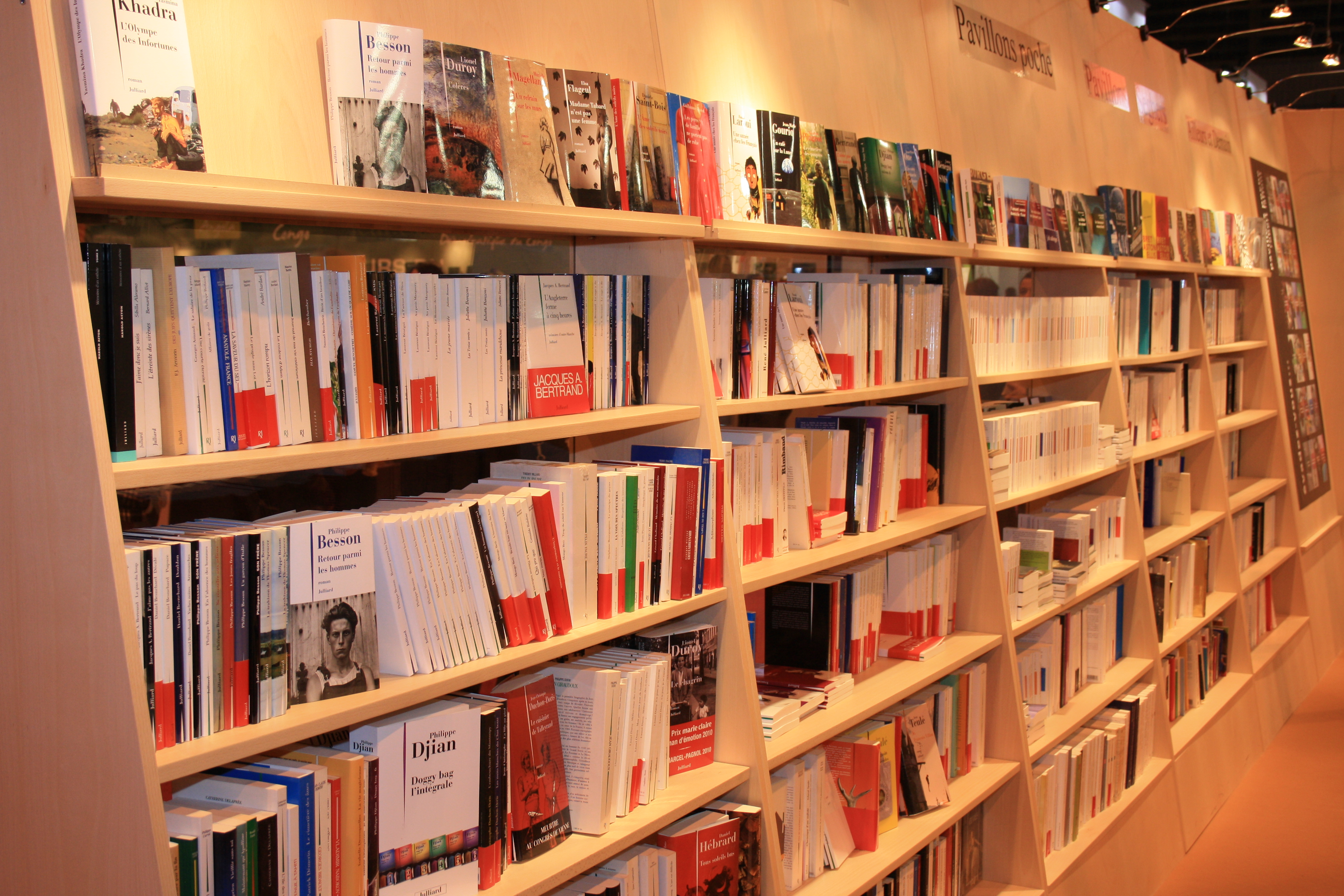
Stand au Salon du livre de Paris 2011.

La société est fondée en 1941 par Robert Laffont. En 1966, il se rapproche à Londres de Time-Life, et développe avec les éditions Bordas une collection commune, la Bibliothèque des connaissances essentielles. En 1969, il acquiert de son ami Pierre Seghers les Éditions Seghers ainsi que sa société de distribution L'Inter.
La maison d'édition est acquise au début des années 1990 par les Presses de la Cité, puis intègre le groupe Editis, deuxième groupe d'édition français.
En 1995, les Éditions Robert Laffont se rapprochent des Éditions Julliard dont la direction est confiée à Betty Mialet et Bernard Barrault.
À partir de 1998, les Éditions Robert Laffont sont dirigées par Leonello Brandolini, avec pour directrice générale Nicole Lattès, « l'âme éditoriale de la maison ».
En janvier 2013, Brigitte Lannaud, numéro trois de la maison, est licenciée. En avril, Leonello Brandolini, son PDG, qui s'oppose à la volonté de l'actionnaire principal d'Editis, le groupe Planeta, de restructurer la société en intégrant la force de vente et le service de fabrication aux unités de la maison mère, est remplacé officieusement par Alain Kouck, PDG d'Editis puis Cécile Boyer-Runge en janvier 2014, ancienne directrice du Livre de poche alors que Nicole Lattès devient conseillère éditoriale d'Allary Éditions. En 2020, Sophie Charnavel est nommée à la direction de la maison, jusqu'à son décès en septembre 2024. Le 1er janvier 2025, Frédéric Martin devient directeur des éditions Robert Laffont.

## Collections notables

### Collection Plein Vent
La collection « Plein Vent » a rassemblé, de 1966 à 1982, des romans très divers. On y trouve des romans tels Le Prince d'Omeya, L'Invention du professeur Costigan, ou Six colonnes à la une. La collection était dirigée par André Massepain.

### Bouquins
La collection Bouquins, créée en 1979 par Guy Schoeller et hébergée depuis sa création chez Robert Laffont, est devenue en octobre 2020 les éditions Bouquins, une maison à part entière[Quoi ?] du groupe Editis.

### Les Énigmes de l'Univers
Les Énigmes de l'Univers, créée en 1963, était une collection consacrée à l'occultisme, l'ufologie, le fantastique, l'ésotérisme, les mystères de l'histoire,, les phénomènes paranormaux, la parapsychologie, etc.
La collection connut un succès considérable durant les années 1970, après la nouvelle vague d'intérêt pour le réalisme fantastique lancée par Louis Pauwels et Jacques Bergier (Le Matin des magiciens, revue Planète, etc.). Plusieurs auteurs édités dans cette collection appartiennent au même répertoire que la collection « L'Aventure mystérieuse » des éditions J'ai lu.
Francis Mazière fut également pendant longtemps directeur de la collection Énigmes de l'univers puis des Portes de l'étrange chez l'éditeur Robert Laffont.

### Collection R Jeunesse
La collection R Jeunesse, lancée au milieu des années 2010, regroupe des ouvrages classés jeunesse et jeunes adultes, souvent publiés en séries.

## Composition de l'entreprise
La maison possède les Éditions Julliard, Seghers et NiL. Ses livres sont distribués dans différents pays francophones ; elle possède des bureaux en Belgique et au Canada. Éditions Robert Laffont Ltée a été fondée à Montréal, en 1978, pour distribuer au Canada les livres de l'éditeur français. À ce jour[Quand ?], la filiale canadienne est toujours en activité.
Salariant 77 collaborateurs, Robert Laffont est la plus grosse filiale, en littérature générale, du groupe Éditis. Elle publie environ deux cents nouveautés par an et gère un fonds éditorial de 4 500 ouvrages.